# Guillermo Gorostiza
Guillermo Gorostiza Paredes est un footballeur espagnol né le 15 février 1909 à Santurtzi et mort le 23 août 1966. Il évoluait au poste d'attaquant.

## Biographie
Il débute en équipe nationale le 14 juin 1930 contre la Tchécoslovaquie.

## Carrière
- 1927 - 1928 : Arenas Guecho -  Espagne
- 1928 - 1929 : Racing de Ferrol -  Espagne
- 1929 - 1940 : Athletic Bilbao -  Espagne
- 1940 - 1946 : Valence CF -  Espagne
- 1946 - 1948 : Barakaldo CF -  Espagne
- 1948 - 1949 : CD Logroñés -  Espagne[1],[2]

## Palmarès
- Champion d'Espagne en 1930, 1931, 1934 et 1936 avec l'Athletic Bilbao et en 1942 et 1944 avec le Valence CF
- Vainqueur de la Coupe d'Espagne en 1930, 1931, 1932 et 1933 avec l'Athletic Bilbao et en 1941 avec le Valence CF
- Meilleur buteur du championnat d'Espagne (Pichichi) en 1930 (19 buts), 1932 (12 buts) avec l'Athletic Bilbao